# Mary Costa
Mary Costa (ur. 5 kwietnia 1930 w Knoxville w stanie Tennessee) – amerykańska śpiewaczka operowa i aktorka.

## Kariera muzyczna
Karierę muzyczną zaczynała jako wokalistka w szkolnym chórze. W 1952 zwyciężyła w przesłuchaniach wokalnych do tytułowej roli w filmie animowanym Śpiąca królewna, wydanym przez The Walt Disney Company w 1959. Oprócz partii mówionych, na potrzeby produkcji nagrała piosenkę „Once Upon a Dream” w duecie z Billem Shirleyem. W 1999 została uhonorowana tytułem Legendy Disneya.
Występowała w Metropolitan Opera House, San Francisco Opera i Opera Company of Boston.
24 czerwca 1970, na zaproszenie Jacqueline Kennedy Onassis, zaśpiewała na uroczystym odsłonięciu pomnika im. Johna F. Kennedy’ego.

## Kariera aktorska
W 1953 zadebiutowała jako aktorka, grając Joan w filmie Marry Me Again, którego reżyserem był jej ówczesny narzeczony, Frank Tashlin. Na potrzeby realizacji produkcji para przełożyła termin ślubu. Następnie zagrała niewielkie role w serialach The Great Gildersleeve (1954), The Bob Cummings Show (1955) i Climax! (1955).
Zagrała główną rolę żeńską (Kay) w filmie Roberta Stevensa The Big Caper z 1957. W 1963 pojawiła się epizodycznie w serialach Toast of the Town i The Voice of Firestone.
W 1972 premierę miał film The Great Waltz, w którym wcieliła się w Jetty Treffz, pierwszą żonę Johanna Straussa.
W nowym tysiącleciu pojawiła się epizodycznie w filmach Titus Andronicus (2000) i Julia (2004).

## Pozostałe przedsięwzięcia
Od czasu zakończenia kariery artystycznej prowadzi spotkania motywacyjne w szkołach. Została ambasadorką organizacji non-profit Childhelp, pomagającej dzięcięcym ofiarom przemocy.
W latach 2003–2007 zasiadała w Narodowej Radzie Sztuki.
W 2014 otrzymała honorowy tytuł doktora Uniwersytetu w Knoxville.